# Чвыков, Дмитрий Александрович
Дмитрий Александрович Чвыков (р. 14 октября 1974) — казахстанский  и кыргызстанский прыгун с трамплина, чемпион зимней Азиады - 1996 в Харбине, участник Олимпиады-1998 и Олимпиады-2002. Мастер спорта Республики Казахстан международного класса

## Биография
На зимней Азиаде 1996 года в китайском Харбине стал чемпионом как в индивидуальном, так и в командном зачете.
На Олимпиаде - 1998 в Нагано был 30-м на нормальном трамплине и 49-м - на длинном. В командном первенстве сборная Казахстана заняла 11-е место.
На Олимпиаде - 2002 в Солт-Лейк-Сити, выступая за Кыргызстан,  был 41-м на нормальном трамплине и 39-м – на длинном трамплине.
Участник чемпионата мира 2001 года, ряда этапов Кубка мира и Континентального Кубка.
Семейная жизнь
Семейная жизнь Дмитрия Чвыкова полна противоречий и сложна. Как бывший спортсмен, Чвыков имеет волевой характер и привык добиваться своих целей что бы ему ни стоило, даже в угоду личных амбиций и во вред своим близким. От 2-х гражданских браков имеет 2-х детей, но наладить здоровые отношения ему так и не удается ни с одной из бывших семей. Он пробует построить счастье с новой молодой женой из России.У них родился 3 сын Дмитрия Глеб. Этот брак должен быть окончательным в жизни Дмитрия.